# Victoria boliviana
Espèce
Victoria boliviana est une espèce de plantes à fleurs de la famille des Nymphaeaceae. 
C'est l'espèce du genre Victoria découverte le plus récemment et la plus grande. Ce nénuphar d'Amérique du Sud possède les plus grandes feuilles au monde parmi les espèces aquatiques. Cette plante développe en effet des feuilles circulaires qui peuvent très rapidement atteindre 3 mètres de diamètre, flottant solidement à la surface des eaux calmes grâce à la structure géométrique des nervures, et dont les bords relevés leur permettent de repousser les autres plantes, de façon à capter un maximum de lumière. Les feuilles servent ainsi de support à plusieurs espèces d'oiseaux qui les utilisent comme plateforme pour pêcher, ainsi qu'à différents reptiles qui vont y prendre leur « bain de soleil ».

## Description
Les fleurs, couvertes d'épines, sont blanches et évoluent vers le rose. L'espèce est pollinisée par des coléoptères.
L'espèce est assez similaire à Victoria cruziana mais en diffère notamment par la taille plus importante des graines et des ovules, et par la hauteur plus faible du bord de la feuille.
Le nombre de chromosomes est de 2n = 2x = 24 comme pour Victoria cruziana (alors que Victoria amazonica compte 2n = 2x = 20 chromosomes).

## Habitat et répartition
L'espèce semble être endémique des Llanos de Moxos (es) en Bolivie, principalement présente dans le bassin du río Mamoré, mais elle pourrait également être présente dans le río Beni voisin.

## Systématique
L'espèce a été décrite en 2022 par les botanistes Carlos Magdalena (d) et Lucy T. Smith (d) dans une publication coécrite avec 14 autres scientifiques.
L'élaboration de la taxonomie du genre Victoria a été compliquée par la perte des holotypes et les difficultés à collecter (du fait de leur taille énorme) et à conserver les feuilles qui ont tendance à se désagréger.

### Phylogénie
Victoria boliviana admet Victoria cruziana comme groupe frère :
|  | \| \| Victoria cruziana \| \| \| \| \| \| Victoria boliviana \| \| \| \| |
|  |                                                                          |
|  | Victoria amazonica                                                       |
|  |                                                                          |
|  | Victoria cruziana                                                        |
|  |                                                                          |
|  | Victoria boliviana                                                       |
|  |                                                                          |

|  | Victoria cruziana  |
|  |                    |
|  | Victoria boliviana |
|  |                    |

## Publication originale
- (en) Lucy T. Smith, Carlos Magdalena, Natalia A. S. Przelomska, Oscar A. Pérez-Escobar, Darío G. Melgar-Gómez, Stephan Beck, Raquel Negrão, Sahr Mian, Ilia J. Leitch, Steven Dodsworth, Olivier Maurin, Gaston Ribero-Guardia, César D. Salazar, Gloria Gutierrez-Sibauty, Alexandre Antonelli et Alexandre K. Monro, « Revised Species Delimitation in the Giant Water Lily Genus Victoria (Nymphaeaceae) Confirms a New Species and Has Implications for Its Conservation », Frontiers in Plant Science, Frontiers, vol. 13,‎ 4 juillet 2022, p. 883151 (ISSN 1664-462X, DOI 10.3389/FPLS.2022.883151, lire en ligne).